# Volo Japan Airlines 350
Il volo Japan Airlines 350 (日本航空350便?, Nihonkōkū 350 Bin) era un volo di linea della Japan Airlines tra l'Aeroporto di Fukuoka e l'Aeroporto di Haneda. Il 9 febbraio 1982 il Douglas DC-8 che operava il volo precipitò nella baia di Tokyo durante l'avvicinamento all'Aeroporto di Haneda. La causa dell'incidente è da attribuire a un'azione volontaria del comandante affetto da problemi psichiatrici.

## L'aereo
Il velivolo era un quadrimotore a reazione Douglas DC-8-61 con numero di registrazione JA8061 e S/N 45889 costruito nel marzo 1967 motorizzato da quattro Pratt & Whitney JT3D-3B.

## L'equipaggio
L'equipaggio era composto dal comandante del DC-8 Seiji Katagiri (片桐 清二?, Katagiri Seiji) di 35 anni, dal primo ufficiale Yoshifumi Ishikawa di 33 anni, e dall'ingegnere di volo Yoshimi Ozaki, 48 anni.

## L'incidente

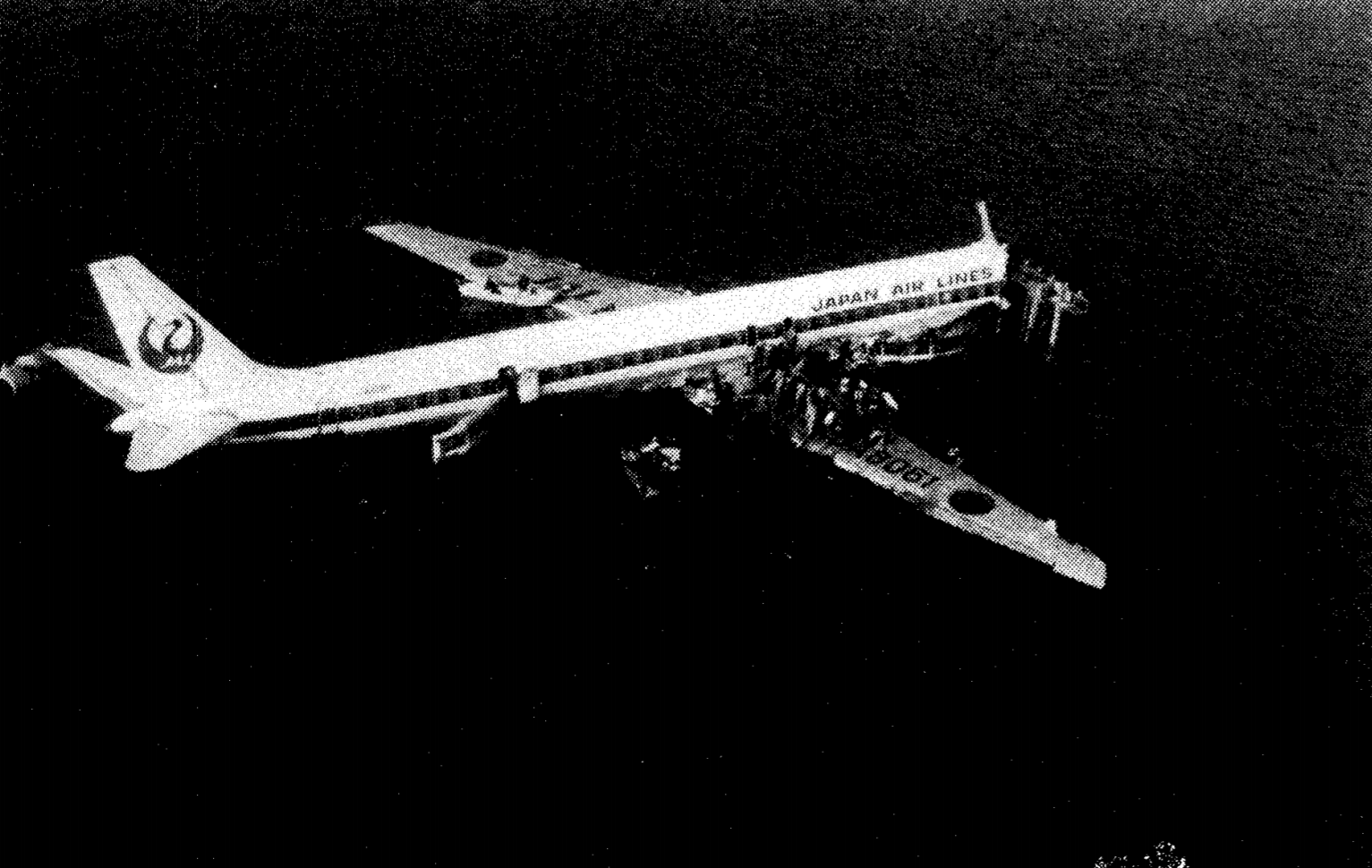
L'aereo precipitato nella Baia di Tokyo.

Il Douglas ai comandi del comandante Katagiri decollò senza riportare alcun'anomalia dall'Aeroporto di Fukuoka e un'ora più tardi, alle 08:35, venne autorizzato all'atterraggio strumentale sulla pista 33R di Haneda.
Alle 08:43, secondo le regole di compagnia, il copilota chiamò i "500 piedi" senza ricevere però risposta dal comandante. Due minuti più tardi poco dopo aver raggiunto la decision height il comandante disattivò l'autopilota, portò le manette al minimo, attivò gli inversori di spinta e spinse in avanti la cloche. Ishikawa e Ozaki tentarono di trattenere Katagiri e riprendere il controllo, ma nonostante i loro sforzi la discesa del DC-8 non si arrestò completamente atterrando in acque poco profonde nella baia di Tokyo a 510 metri (1673 piedi) dalla pista 33R. Durante lo schianto, il cockpit dell'aereo si separò dal resto della fusoliera e continuò ad andare alla deriva per diversi metri prima di fermarsi. .
Tra i 166 passeggeri e 8 membri dell'equipaggio, persero la vita in 24. In seguito all'incidente Katagiri, una delle prime persone a salire su una barca di salvataggio, una volta raggiunto dai soccorritori non si identificò come il comandante del velivolo bensì come il primo ufficiale. Katagiri è stato successivamente scoperto affetto da schizofrenia paranoide prima dell'incidente, il che lo fece dichiarare non colpevole per infermità mentale. Gli investigatori del governo giapponese attribuirono l'incidente alla mancanza di esami medici adeguati che permise a Katagiri di volare.
Da allora Katagiri è stato rilasciato dalle cure psichiatriche e vive vicino al Monte Fuji.

## Le indagini
La commissione di inchiesta analizzando il Cockpit Voice Recorder (CVR) e il Flight Data Recorder (FDR) e potendo interrogare direttamente Katagiri stabilirono che la causa dello schianto fosse il risultato di un'azione deliberata del comandante durante la fase finale di avvicinamento all'Aeroporto di Haneda. Il comandante infatti era affetto da problemi psichiatrici e per questo motivo era rimasto a terra per alcuni mesi del 1980 per poi essere riabilitato.